# Lista över ledamöter av Sveriges riksdags första kammare 1912
Ledamöter av Sveriges riksdags första kammare 1912.
Yrkestiteln anger ledamöternas huvudsakliga sysselsättning. Riksdagsarbetet var vid den här tiden inget heltidsjobb. I de fall ledamoten saknar egen sida har känt födelseår skrivits ut.

## Stockholms stad
- Johan Fredrik Ivar Afzelius, ordf. i Lagberedningen, h, f. 1848
- Ernst Klefbeck, kateket, s, f. 1866
- Sixten von Friesen, lektor, fullmäktig i Riksbanken, f. 1847
- Knut Agathon Wallenberg, f, bankdirektör
- Jan Berglund, kassör, s, f. 1864
- Ernst Trygger, f.d. justitieråd, h, f. 1857
- Herman Lamm, f, grosshandlare, f. 1853
- Johan Östberg, kammarrättsråd, h, f. 1855
- Charles Lindley, transportarbetareförbundets förtroendeman, s

## Stockholms län
- Joachim Beck-Friis, friherre, bruksdisponent, h, f. 1856
- Gustaf Lagerbjelke, greve, sekreterare, h, f. 1860
- Ernst Beckman, direktör, f, f. 1850
- Gustaf Fredrik Östberg, fullmäktig i Riksgäldskontoret, h, f. 1847
- Gustaf Steffen, professor, s, f. 1864

## Uppsala län
- Otto Strömberg, bruksdisponent, h, f. 1856
- Nils Erik Alexanderson, professor, f, f. 1875
- Johan von Bahr, akademisekreterare, h, f. 1860
- Johan Carl Wilhelm Tyrén, professor, h, f. 1861

## Södermanlands län
- Fredrik Wachtmeister, greve, univ.kansler, h, f. 1855
- Gösta Tamm, hovstallmästare, f, f. 1866
- Ernst Lindblad, tf. domänintendent, h, f. 1857
- Anders Lindblad, redaktör, s, f. 1866
- Oskar Eklund, direktör, f, f. 1861

## Östergötlands län
- Philip Klingspor, greve, hovmarskalk, f. 1845
- Johan Gabriel Beck-Friis, friherre, kammarherre, ryttmästare
- David Kristian Bergström, statsråd, f, f. 1858
- Gunnar Ekelund, bruksägare, f. 1850
- Herman Fleming, friherre, major, f. 1859
- Fredrik Berglund, lokomotivmästare, f, f. 1858
- Gustaf Andersson i Kolstad, godsägare, h, f. 1840

## Norrköpings stad
- Carl Johan Gustaf Swartz, fabriksidkare

## Jönköpings län
- Carl von Mentzer, kronofogde, f. 1857
- Karl Johan Alfred Gustafsson, lantbrukare, h, f. 1862
- Alfred Petersson i Påboda, statsråd, f, f. 1860
- Karl Ekman, assessor, f. 1863
- Jacob Spens, greve, h, f. 1861
- En vakant plats, f

## Kronobergs län
- Klas Hugo Bergendahl, borgmästare, f. 1851
- Aaby Ericsson, major, f. 1859
- August Ljunggren, redaktör, f, f. 1874
- Adolf Roos, lantbruksingenjör, h, f. 1858
- Carl von Baumgarten, f.d. kapten, f. 1843

## Kalmar län, norra delen
- Åke Hugo Hammarskjöld, arkitekt
- Conrad Cedercrantz, landshövding, f. 1854
- Petrus Ödström, godsägare, f. 1868

## Kalmar län, södra delen
- Klas Malmborg, godsägare, f. 1865
- Rudolf Kjellén, professor, f. 1864
- Carl Boberg, redaktör, f. 1859
- Per Olof Lundell, lantbrukare, f. 1849

## Gotlands län
- Theodor af Ekenstam, häradshövding, f. 1858
- Per Forssman, disponent, f. 1861

## Blekinge län
- Axel Hansson Wachtmeister, greve, landshövding , f. 1855
- Johan Ingmansson, sjökapten, f. 1845
- Hans Ericson, kommendörkapten, h, f. 1868
- Frithiof Söderbergh, borgmästare i Karlshamn

## Kristianstads län
- Johan Nilsson i Skottlandshus, lantbrukare, f. 1873
- Bror August Petrén, statsråd
- Adolf Dahl, rådman, f. 1868
- Gerhard Louis De Geer, friherre, landshövding, f. 1854
- Johan Gyllenstierna, friherre, major , f. 1857
- En vakant plats, f

## Malmöhus län
- Per Axel Henrik Cavalli, fullmäktiges i Riksgäldskontoret ordförande, f. 1852
- Paul Paulson, lantbrukare, f. 1851
- Helge Bäckström, professor, s, f. 1865
- Nils Samuel Stadener, biskop, l
- Nils Trolle, friherre, hovjägmästare, f. 1859
- Knut von Geijer, borgmästare, f. 1864,
- Olof Bruce, överlärare, f. 1867
- Carl Fredrik Beckman, godsägare, f. 1862
- Carl Oscar Ferdinand Trapp, v. konsul, f. 1847
- En vakant plats, s

## Malmö stad
- Anders Antonsson, måleriidkare, f. 1856
- Fritz Harald Hallberg, landssekreterare, f. 1851

## Hallands län
- Ludvig Danström, f. d. redaktör, f. 1853
- Johan Severin Almer
- Lars Stendahl, stadsfiskal, f. 1852
- Axel Asker, landshövding, f. 1848

## Göteborgs och Bohus län
- Gustaf Lagerbring, friherre, landshövding, f. 1847
- Johan Larsson, lantbrukare, f. 1853
- Melcher Lyckholm, bryggare, f. 1856
- Sixten Neiglick, borgmästare i Uddevalla, f. 1862
- Eric Hallin, f.d. förste sekreterare, f. 1870
- Lars Åkerhielm, friherre, president, f. 1846

## Göteborgs stad
- Erik Trana, justitieborgmästare i Göteborg
- Karl Gustaf Karlsson, handlande, förlikningsman i arbetstvister, f. 1856
- Carl Bastiat Hamilton, greve, f. 1865
- Otto Mannheimer, advokat, l

## Älvsborgs län
- Axel Gottfrid Leonard Billing, biskop, f. 1841
- Johan Ekman, f.d. konsul, f. 1854
- Axel Hedenlund, bankdirektör, f. 1859
- Otto Silfverschiöld, friherre, godsägare, f. 1871
- Olaus Pettersson, lantbrukare, f, f. 1859
- Johan Johanson i Valared, lantbrukare, f. 1850
- Lorentz Thorwald Köhlin, f. 1854
- Gustaf Kobb, docent, f. 1863

## Skaraborgs län
- Nils Posse, godsägare, h, f. 1853
- Ernst Hedenstierna, borgmästare, f. 1847
- Johan August Forss, fabrikör, f. 1855
- Fabian Otto Gerhard De Geer, friherre, landshövding, f. 1850
- Gustaf Barthelson, överjägmästare, h, f. 1854
- August Bellinder, lektor, f. 1845
- Vilhelm Gullberg, predikant, f. 1868

## Värmlands län
- Mauritz Hellberg, redaktör, f. 1859
- Knut Larsson, major, f. 1857
- Åke Ingeström, lantbrukskolföreståndare, f. 1867
- Karl Axel Nilsson, järnhandlare, f. 1848
- Henrik Falkenberg, friherre, kapten, f. 1860
- August Lindh i Kil, grosshandlare, f. 1876
- Johan Bernhard Lantto, boktryckarifaktor, f. 1860

## Örebro län
- Johan Theodor Gripenstedt, friherre, f.d. ryttmästare, h, f. 1851
- Axel Mörner, greve, l, f. 1868
- Per Magnus Carlberg, bruksägare, h,  f. 1846
- Elof Ljunggren, redaktör, l, f. 1869
- Ossian Berger, häradshövding,  h, f. 1849
- Anton Hahn, fabrikör,  l, f. 1846

## Västmanlands län
- Samuel Clason, professor, f. 1867
- Adam Hult, ombudsman, f. 1870
- Alexander Hamilton, greve, godsägare, f. 1855
- Edvard Otto Vilhelm Wavrinsky, direktör, s, f. 1848

## Kopparbergs län
- Anders Pers, redaktör, f. 1860
- Lars Emil Gezelius, vice häradshövding, f. 1864
- Alfred Petrén, överinspektör, f. 1867
- Carl Fredrik Holmquist, landshövding, f. 1857
- Ollas Anders Ericsson, hemmansägare, h, f. 1858,
- Waldemar Skarstedt, f

## Gävleborgs län
- Carl Gustaf Ekman, redaktör, l, f. 1872
- Olof Jonsson i Hov, fullmäktig i Riksbanken, h, f. 1839
- Carl Gustaf Wickman, partikassör, s, f. 1856
- Lars Olsson i Vallsta, hemmansägare, l, f. 1865
- Erik Jonsson i Fors, hemmansägare, l, f. 1860
- Theodor Odelberg, f.d. landshövding, h, f. 1847

## Gävle stad
- Hugo Erik Gustaf Hamilton, greve, landshövding, f. 1849

## Västernorrlands län
- Hugo Fahlén, auditör, f. 1865
- Svante Herman Kvarnzelius, förlikningsman i arbetstvister, f. 1864
- Gustaf Oskar Knaust, grosshandlare, h
- Julius Hagström, dövstumskolföreståndare, f, f. 1853
- Jonas Erik Schödén, lantbrukare, f. 1853
- Alfred Stärner, redaktör, f. 1864
- Ernst Mauritz Håkansson, häradshövding i Västra Göinge domsaga, f. 1859

## Jämtlands län
- Carl Sehlin, regementspastor, f. 1873
- Isidor von Stapelmohr, borgmästare i Östersund, f. 1849
- Gottfrid Roman, häradsskrivare, f. 1863

## Västerbottens län
- Karl Grubbström, lantmätare, f, f. 1871
- Anders Åström, disponent, h, f. 1859
- Herman Rogberg, häradshövding, f. 1865
- Gustav Rosén, redaktör, f. 1876

## Norrbottens län
- Jacob Timoteus Larsson, statsråd, f, f. 1851
- Olof Bergqvist, biskop
- Manne Asplund, gruvingenjör, f. 1872
- Johannes Emil Berggren, lantbruksingenjör, f. 1855